# Зарівер
Зарівер (вірм. Զառիվեր), колишній Ахйохуш (вірм. Աղյոխուշ) — село в марзі Гегаркунік, на сході Вірменії. Село розташоване на північний схід від міста Варденіс. Село підпорядковується сільраді села Кутакан.